# 陈氏耳蕨
陈氏耳蕨（学名：Polystichum chunii）为鳞毛蕨科耳蕨属下的一个种。本种以植物学家陈焕镛的名字命名。